# Zvonko Bakula
Zvonko Bakula (Mostar, 20. svibnja 1983.) umirovljeni je bosanskohercegovački nogometaš.

## Vanjske poveznice
- Profil, Transfermarkt